# Brancourt-le-Grand

Brancourt-le-Grand este o comună în departamentul Aisne din nordul Franței. În 1 ianuarie 2022 avea o populație de 558 de locuitori.